# Nicola Arigliano
Nicola Arigliano (Squinzano, 6 dicembre 1923 – Calimera, 30 marzo 2010) è stato un cantante e attore italiano.
Noto al grande pubblico come interprete di successo nel panorama della musica leggera italiana, ha riscosso nella sua lunga carriera lusinghieri apprezzamenti anche come cantante di jazz.

## Biografia
Scappò di casa a undici anni per le umiliazioni ricevute anche da parte dei familiari a causa della sua balbuzie e giunse a Milano, dove fu accolto da conterranei ivi emigrati.
Si mise in luce, dopo le prime esibizioni a carattere locale, nel 1946 dai microfoni di Radio Bari, partecipando al concorso Il Paradiso dei dilettanti (ideato dal compositore barese Vito Vittorio Crocitto e dal maestro Carlo Vitale).
(Nicola Arigliano)
Dopo una lunga gavetta nei locali notturni del Nord Italia fu notato da un produttore televisivo che lo fece debuttare in scenette e numeri musicali in alcuni programmi di varietà.
La sua vita si divise tra musica e televisione. I primi dischi datavano 1956 ed erano 78 giri, per lo più di canzoni napoletane, registrati per la RCA Italiana; l'anno successivo, passato alla Fonit, realizzò altre incisioni insieme ad Alberto Pizzigoni e Riccardo Rauchi. Con il passaggio al 45 giri e alla casa discografica Columbia, arrivò il primo successo con l'incisione della canzone Simpatica di Garinei, Giovannini e Kramer, tratta dalla commedia musicale Buonanotte Bettina.
Nel 1958 partecipò a Canzonissima e, successivamente, si fece notare conducendo insieme a Mina un programma televisivo di Lelio Luttazzi intitolato Sentimentale. L'omonima sigla divenne un disco di successo, inciso da entrambi i cantanti in due versioni differenti. Nel frattempo, Arigliano continuò a coltivare la sua grande passione, il jazz, e partecipò a festival e a manifestazioni dedicate (come il Festival del jazz del 1959 insieme a Franco Cerri) dove poté evidenziare il suo stile da crooner.
Di questo periodo sono i maggiori successi discografici: Un giorno ti dirò, Amorevole, I Sing "Ammore", My wonderful bambina, I love you forestiera. I titoli bilingui erano un vezzo degli autori di canzoni di fine anni cinquanta, che vedevano nella "canzone-cartolina" un mezzo per propagandare le nostre bellezze turistiche. Si cimentò anche come attore cinematografico, in La grande guerra (1959) e Ultimo tango a Zagarol (1973) e successivamente televisivo, in L'ispettore Giusti (1999).

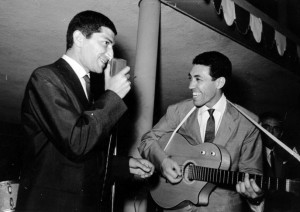
Nicola Arigliano con Franco Cerri nel 1959

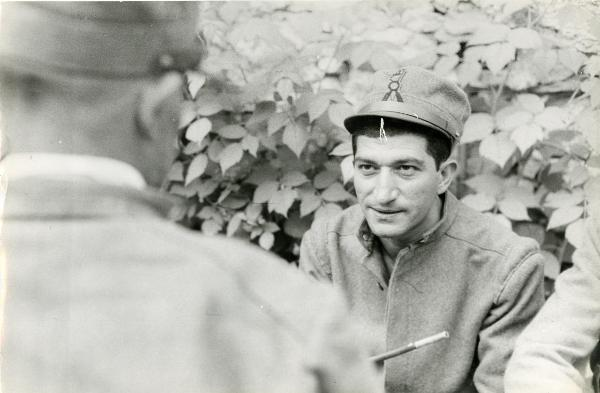
Nicola Arigliano fotografato durante una pausa delle riprese di La grande guerra (1959)

Nel 1963 fu protagonista con Milva e Claudio Villa di un altro show del sabato sera, Il cantatutto, in cui i tre cantanti si divertivano a scambiarsi il repertorio e a esibirsi in gag e scenette comiche. Nel 1964 partecipò al Festival di Sanremo con Venti chilometri al giorno e al 12º Festival della Canzone Napoletana con il motivo di Nisa e Salerno Si' turnata, eseguito in abbinamento con Sergio Bruni.
Parallelamente, sempre nei primi anni sessanta iniziò una lunga e fortunatissima carriera come testimonial pubblicitario nei caroselli. Per il liquore Amaro Cora reinterpretò la sua nota canzone Amorevole modificandone il titolo in Amarevole; per il "digestivo Antonetto" (marchio con cui si identificò più a lungo) fu protagonista di varie e gustose scenette in cui figurava come un fanfarone che si vantava con gli amici di imprese mirabolanti, e sulle quali imbastiva temerarie scommesse (regolarmente perdute, cosicché al personaggio di Arigliano toccava sempre pagare costose cene); per un altro liquore, il Punt e Mes, partecipò fornendo la riuscitissima canzone-jingle che accompagnava le romantiche micro-storie di cui era protagonista Margaret Rose Keil. Questa attività gli assicurò discreti introiti anche quando i suoi impegni musicali si diradarono, principalmente a causa del mutato gusto musicale dovuto al cambio generazionale e all'avvento dell'ondata beat.
Tornò sorprendentemente protagonista in televisione nel 1977 in alcune puntate di Non stop, una trasmissione di Enzo Trapani dedicata al cabaret: era un pistolero vestito di nero che "uccideva" gli artisti a rivoltellate, pronunciando la battuta: «Non voglio noie nel mio locale!».
Nel 1985 realizzò un disco dal vivo (Mario Schiano presenta Nicola Arigliano al night club "Il Sorpasso" - Con l'orchestra "I Primi") nel quale, a dispetto del titolo, Mario Schiano non era presente: era, infatti, l'organizzatore di alcune serate musicali presso Castel Sant'Angelo a Roma per festeggiare il "sorpasso" del PCI sulla DC alle elezioni europee del 1984 (donde il nome Night club "Il Sorpasso"); suonarono però nel disco alcuni tra i più noti jazzisti italiani, come il tastierista dei Marc 4, Antonello Vannucchi, Gegè Munari alla batteria e Giorgio Rosciglione al contrabbasso. In quegli anni ritornò a Torino, dove incontrò Nilla Pizzi ivi dimorante da anni, ad Asti si esibì con la Jazz Band di Conte, alla tromba il farmacista Bocco-Ghibaudi.
Nel 1996 vinse la Targa Tenco come migliore interprete per il suo album I sing ancora. Nel 2001 pubblicò Go, man!, disco registrato dal vivo a Milano, con la presenza di alcuni tra i più noti jazzisti italiani: Franco Cerri, Enrico Rava, Gianni Basso, Bruno De Filippi, Renato Sellani e Massimo Moriconi.
Nel marzo 2002 con la band di Ascolese prese parte ai festival jazz di Capodistria e Fiume. Nello stesso anno, ancora con i fratelli Ascolese (Giampaolo alla batteria e Michele alla chitarra), partecipò alla quarta edizione del Festival Sea Music Jazz Meeting di Pantelleria dove venne insignito, dal Brass Group di Trapani, per le mani del suo Presidente Andrea Marchione, del Premio "Una vita per il Jazz".
Nel 2003 prese corpo la proposta, avanzata da Fiorello, di avere Arigliano come ospite al Festival di Sanremo, allora condotto da Pippo Baudo; poiché però il regolamento vietava ospiti italiani fuori gara, la federazione dei discografici (Fimi) si oppose e svanì l'idea di un duetto fuori gara con Fiorello per la mancata adesione di quest'ultimo. Arigliano però vi gareggiò due anni dopo.
Nel 2004 vince la Targa Shomano al Festival della Canzone Umoristica d'autore Dallo Sciamano allo Showman. Nel 2005, con i suoi ottantuno anni di età, è stato il cantante più anziano a partecipare a un Festival di Sanremo: nell'occasione vi presentò il brano Colpevole, vincitore del Premio della Critica.
Nella serata del venerdì, quella delle versioni alternative, dopo l'esecuzione del brano in gara, che fu accompagnata da Antonello Vannucchi dei Marc 4 e Franco Cerri, gli fu richiesta, dal conduttore Paolo Bonolis, una jam session con i suoi colleghi musicisti sulla base di On the sunny side of the street.
Il brano fu tuttavia eliminato dalle giurie e non ottenne la partecipazione alla serata finale. Nell'estate di quell'anno rivoluzionò il suo gruppo optando per una formazione senza pianoforte, che sostituiva con la fisarmonica e la chitarra: con questa versatile band aprì un periodo particolarmente attivo e fervido, riscuotendo dappertutto unanimi consensi. La sua ultima esibizione (con l'inseparabile Frank Antonucci alla chitarra, il Reverendo Otis al contrabbasso, Al Ventura alla fisarmonica e Santi Isgrò alla batteria) risale all'8 settembre 2007, in occasione del "premio alla carriera" che gli ha voluto tributare la sua Squinzano. Quell'anno, insieme a un suo staff di collaboratori, inaugurò la sua pagina di myspace.
A gennaio del 2009 è uscito il primo di 3 CD, che si intitola L'altro Arigliano, ristampa di un suo album uscito nel 1980, ampliato con alcune registrazioni più recenti. Un altro CD, My Wonderful Nicola antologia della sua carriera, era uscito l'anno precedente. Il Premio Poggio Bustone gli ha consegnato il premio dedicato alla Personalità Artistica nel luglio 2009, ultimo riconoscimento alla carriera.
Dal 1968 al 2007 visse nella campagna di Magliano Sabina, in provincia di Rieti.
Morì all'età di 86 anni, il 30 marzo 2010, presso il centro anziani "Gino Cucurachi" di Calimera, dov'era ospitato da tre anni. Riposa nel cimitero di Squinzano.

## Discografia parziale

### Album in studio
- 1959 - Nicola Arigliano  (Columbia, QP 4031)
- 1959 - Nicola Arigliano (Columbia, QP 4036)
- 1959 - Devi ricordare (Columbia, QP 4037)
- 1960 - Souvenir d'Italie (Columbia, QPX 8006)
- 1960 - I successi di Nicola Arigliano (Columbia, QPX 8009)
- 1960 - Nicola Arigliano in Stereo (Columbia, SCXQ 8254)
- 1962 - Uno che sta pensando a te (Columbia, QPX 8028)
- 1964 - Cantatutto (Columbia, QPX 8055)
- 1971 - Una sera allo Studio 7 di Napoli (Studio 7, AG 1141)
- 1980 - Nicola Arigliano (Edi-Pan, CFP 4004)
- 1981 - I quattro musicanti (Fonit Cetra, LPX94; con Lucio Dalla, Ornella Vanoni, Daniele Formica, Anna Identici)
- 2001 - Go man! (Nun Entertainment)
- 2002 - My name is Pasquale! (Nun Entertainment, NUN 0145902)
- 2004 - I swing ancora! (Nun Entertainment)
- 2005 - Colpevole (Alfa Music)
- 2008 - My wonderful Nicola (Twilight Music, TWI CD AS 08 46)

Live
- 1985 - Mario Schiano presenta Nicola Arigliano al night club "Il Sorpasso" - Con l'orchestra "I Primi" (Soundstudio, ST 012)
- 1995 - I sing ancora - Live in Matera (Onyx Jazz Club-Matera)
- 1999 - Nu Ritratto - Live in Matera 2

Raccolte
- 1989 - Le più belle di Nicola Arigliano (EMI Italiana)

### EP
- 1959 - Festival del jazz- Sanremo 1959: Cherokee (Indian love song)/But not for me (Ma non per me)/On the sunny side of the street (Quando sogno)/The lady is a tramp (Donna vagabonda)
- 1959 - Un giorno ti dirò/Le tue mani/Devi ricordare/Nebbia
- 1959 - I Sing "Ammore"/Freddo/Nessuno ha mai visto/Amorevole
- 1962 - Buon Natale all'italiana

### Singoli

#### 78 giri
- 1954 - 'A tazza 'e cafè/Zitto zitto zitto (RCA Italiana, A25V 0018)
- 1954 - Spatella 'argiento/Scetate (RCA Italiana, A25V 0019)
- 1955 - 'E spingule frangese/Maruzzella (RCA Italiana, A25V 0287)
- 1956 - Unchained Melody/La regina delle piramidi (RCA Italiana, A25V 0437)
- 1956 - Io sogno americano/'o 'nfinfero  (RCA Italiana, A25V 0463)
- 1957 - Rock and roll a Margellina/Che c'è Concè (con Riccardo Rauchi ed Alberto Pizzigoni)
- 1957 - Perrita Congo/Pobre luna (con Riccardo Rauchi ed Alberto Pizzigoni)
- 1957 - Sixteens Tons/'na canzone pè ffa ammore (con Riccardo Rauchi ed Alberto Pizzigoni)
- 1957 - Lisbona antica/Ho perso le maracas (con Riccardo Rauchi ed Alberto Pizzigoni)
- 1958 - Nel blu dipinto di blu/Fantastica
- 1958 - Simpatica/Passa una nuvola in ciel
- 1958 - Il sole nel cuore/Addio, amore!
- 1958 - Come prima/Boccuccia di rosa
- 1958 - Strada ‘nfosa/Resta cu' mme
- 1959 - Io sono il vento/Partir con te
- 1959 - Per tutta la vita/Piove

#### 45 giri
- 1958 - Nel blu dipinto di blu/Fantastica
- 1958 - Simpatica/Passa una nuvola in ciel
- 1958 - Il sole nel cuore/Addio, amore!
- 1958 - Fantastica/Simpatica
- 1958 - Come prima/Boccuccia di rosa
- 1958 - Strada 'nfosa/Resta cu mme
- 1958 - Il mio angelo/La riconoscerei tra mille
- 1959 - Piove/Per tutta la vita
- 1959 - Amorevole/I Sing "Ammore"
- 1959 - Arrivederci/Nella nebbia
- 1959 - Mio impossibile amore/Jessica
- 1960 - Attesa/Speak of the devil
- 1960 - Plenilunio/Permette signorina
- 1960 - Lydia/Sentimentale
- 1962 - Balliamo/Uno che sta pensando a te
- 1962 - Marilù, Marilù/Parole nel vento
- 1962 - Georgine Georgette/I remember l'ammore
- 1963 - Tutto va bene/Attesa
- 1963 - Solo un'estate/E poi...
- 1963 - Se tu vuoi/Amavo solo te
- 1964 - 20 km al giorno/Ho venduto il mondo
- 1964 - Sì turnata/Che le dico a 'sta luna
- 1964 - Settembre a Roma/Tu sei diversa
- 1964 - Le mie vacanze con Laura/Non lasciarmi andar via
- 1966 - La gente/Dimmi di no (King of the road)
- 1966 - Questo è l'amore/A Milano...
- 1968 - Nathalie/Lontananza
- 1970 - La prima notte/L'amore viene e se ne va
- 1972 - L'improvvisata/Tirami su la vita

## Filmografia

### Cinema
- La grande guerra, regia di Mario Monicelli (1959)
- Ultimo tango a Zagarol, regia di Nando Cicero (1974)

### Televisione
- Rose Marie, operetta di Harbach e Hammerstein, regia di Vito Molinari, trasmessa il 22 aprile 1958.
- Wir machen Musik, regia di Dieter Finnern - film TV (1960)
- Biblioteca di Studio Uno, regia di Antonello Falqui - miniserie TV, episodio 1x03 (1964)
- Auditorio A, regia di Stefano De Stefani (1977)
- Le tre capitali, regia di Edmo Fenoglio - film TV (1982)
- Atelier - miniserie TV, episodio 1x02 (1986)
- L'ispettore Giusti - serie TV, episodio 1x02 (1999)

#### Carosello
Nicola Arigliano partecipò inoltre ad alcune serie di sketch della rubrica pubblicitaria televisiva Carosello pubblicizzando:
- nel 1959, insieme a Fred Buscaglione e Tony Dallara, il brandy Grand Senior delle distillerie Fabbri;
- negli anni dal 1963 al 1968, dal 1969 al 1973, dal 1974 al 1976 e nel 1985 con Cinzia Petrini il digestivo Antonetto;
- negli anni dal 1964 al 1966 l'aperitivo Punt e Mes della Carpano.

## Doppiatori italiani
- Riccardo Cucciolla in La grande guerra